# پورتس
پورتس (به آلمانی: Köln-Porz) یک منطقهٔ مسکونی در آلمان است که در کلن واقع شده‌است. پورتس ۷۸٫۸ کیلومتر مربع مساحت و ۱۰۶٬۵۲۰ نفر جمعیت دارد.

## خواهرخوانده
شهر دانستیبل خواهرخواندهٔ پورتس هست.